# Хамитов, Назип Шангереевич
Назип (Назиб) Шангереевич Хамитов (5 ноября 1898 года, дер. Улукулево, Уфимский уезд, Уфимская губерния, ныне Кармаскалинский район, Башкортостан — 5 сентября 1943 года, погиб на Западном фронте) — советский военный деятель, полковник (1940 год), генерал-майор (1943 год).

## Начальная биография
Назип Шангереевич Хамитов родился 5 ноября 1898 года в деревне Улукулево Уфимского уезда Уфимской губернии ныне Кармаскалинского района Башкортостана.

## Военная служба

### Первая мировая и гражданская войны
В июле 1917 года был призван в ряды Русской императорской армии и направлен в 245-й запасной полк, дислоцированный в Вольске. После окончания учебной команды при этом полку в декабре был направлен младшим унтер-офицером в запасной Мусульманский пехотный полк, дислоцированный в Уфе. В июне 1918 года был демобилизован из рядов армии, однако в июле того же года был мобилизован в армию под командованием А. В. Колчака, после чего был направлен рядовым в саперную команду 16-го Татарского полка (3-я армия). С мая 1919 года проходил обучение на трехмесячных фельдшерских курсах при сводном госпитале в районе станции Тайга.
В декабре 1919 года вступил в ряды РККА, после чего был назначен на должность госпитального надзирателя Томского военного госпиталя, в августе 1920 года — на должность командира взвода в составе Татарского полка, дислоцированного в Казани, а в декабре того же года — на должность командира взвода в составе 6-го запасного полка.

### Межвоенное время
В январе 1921 года был направлен на учёбу в Высшую военную школу, дислоцированную в Казани, после окончания которой с октября того же года был на лечении в госпитале, а после выздоровления был направлен в Одесскую губернскую ЧК, где служил на должностях командира роты и помощника командира батальона 6-го отдельного батальона ЧОН, командира взвода Вознесенской отдельной роты ОН и командира взвода 2-го отдельного батальона ЧОН, дислоцированного в городе Березовка.
В июле 1924 года Н. Ш. Хамитов был направлен в 283-й стрелковый полк (95-я стрелковая дивизия, Украинский военный округ), дислоцированный в городе Ананьев, где служил на должностях помощника командира роты, командира взвода и роты. В мае 1930 года был назначен на должность командира роты в составе 95-го артиллерийского полка, однако в августе того же года вернулся в 283-й стрелковый полк, где служил на должностях командира роты, начальника штаба батальона и помощника начальника штаба полка.
5 ноября 1930 года был направлен на учёбу на Стрелково-тактические курсы «Выстрел», которые закончил 3 июля 1931 года.
С мая 1934 года исполнял должность начальника штаба 212-го стрелкового полка (71-я стрелковая дивизия), дислоцированного в Казани, затем — начальника штаба 213-го стрелкового полка, дислоцированного в Елабуге, а с сентября — начальника штаба 258-го стрелкового полка (6-я стрелковая дивизия). В сентябре 1939 года был назначен на должность командира 209-го запасного стрелкового полка, в сентябре 1940 года — на должность командира 90-го запасного стрелкового полка (18-я запасная стрелковая дивизия), а в ноябре — на должность командира 578-го резервного стрелкового полка (18-я запасная стрелковая бригада, Приволжский военный округ).

### Великая Отечественная война
С началом войны Н. Ш. Хамитов был назначен на должность начальника штаба 422-й стрелковой дивизии (Приволжский военный округ), в октябре — на должность командира 72-го запасного стрелкового полка, а в феврале 1942 года — на должность начальника штаба 397-й стрелковой дивизии (1-я ударная армия, Северо-Западный фронт), после чего принимал участие в боевых действиях во время Демянской наступательной операции.
В декабре 1942 года был направлен на краткосрочные курсы при Высшей военной академии имени К. Е. Ворошилова, после окончания которых Н. Ш. Хамитов в мае 1943 года получил звание генерал-майора и был назначен на должность начальника штаба 69-го стрелкового корпуса. С 1 по 30 июля того же года исполнял должность командира этого корпуса, формировавшегося в Люберцах (Московская область). С августа корпус принимал участие в ходе Смоленской наступательной операции, во время которой 5 сентября, в день освобождения города Ельни, генерал-майор Назип Шангереевич Хамитов погиб. Был похоронен у деревни Ново-Тишово, на большаке Ельня—Смоленск

## Награды
- Орден Ленина;
- Орден Красного Знамени;
- Орден Отечественной войны 1 степени;
- Медаль.

## Память
- Памятник Н. Ш. Хамитову в центральном парке города Ельня.